# Université de Salzbourg
L'université de Salzbourg (en allemand, Paris-Lodron-Universität Salzburg) est une université autrichienne située à Salzbourg. L'Université Paris Lodron Salzburg (P.L.U.S) est le plus grand établissement d'enseignement de Salzbourg avec près de 18 000 étudiants et environ 3 000 employés dans les domaines de la recherche, de l'enseignement et de l'administration. Les six facultés de l'université (faculté de théologie catholique, faculté des sciences culturelles, faculté des sciences numériques et analytiques, faculté de droit, de commerce et d'économie, faculté des sciences naturelles et de la vie, faculté des sciences sociales) proposent des formations    en 3 cycles (Bachelor, Master, Doctorat).

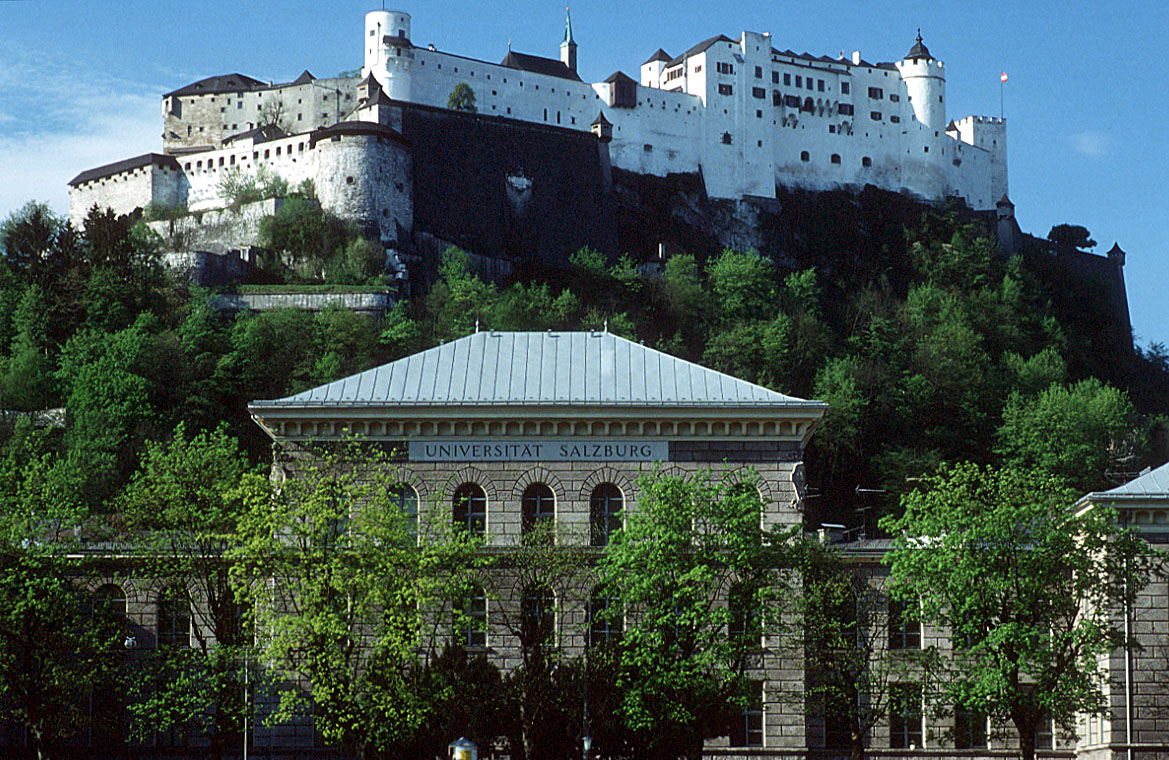
Université de Salzbourg.

## Photos

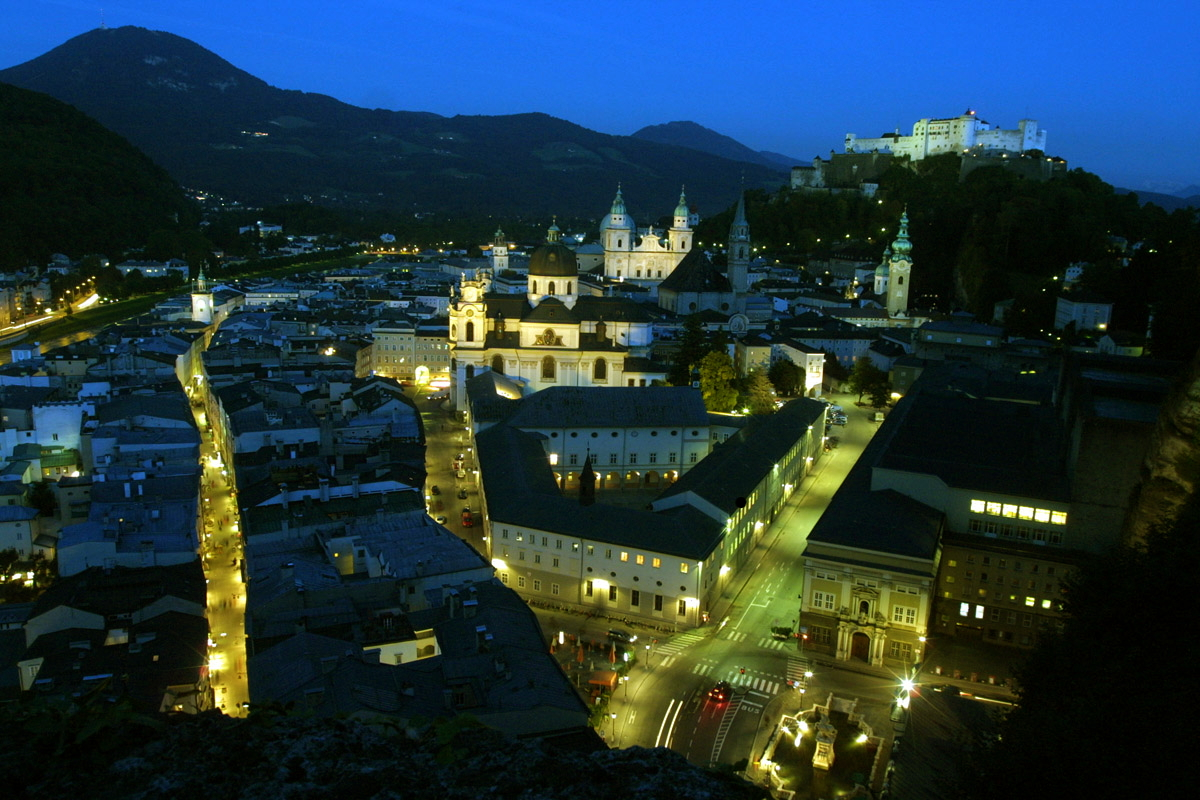
Les quatre parties de l'université sont réparties dans la vieille ville.
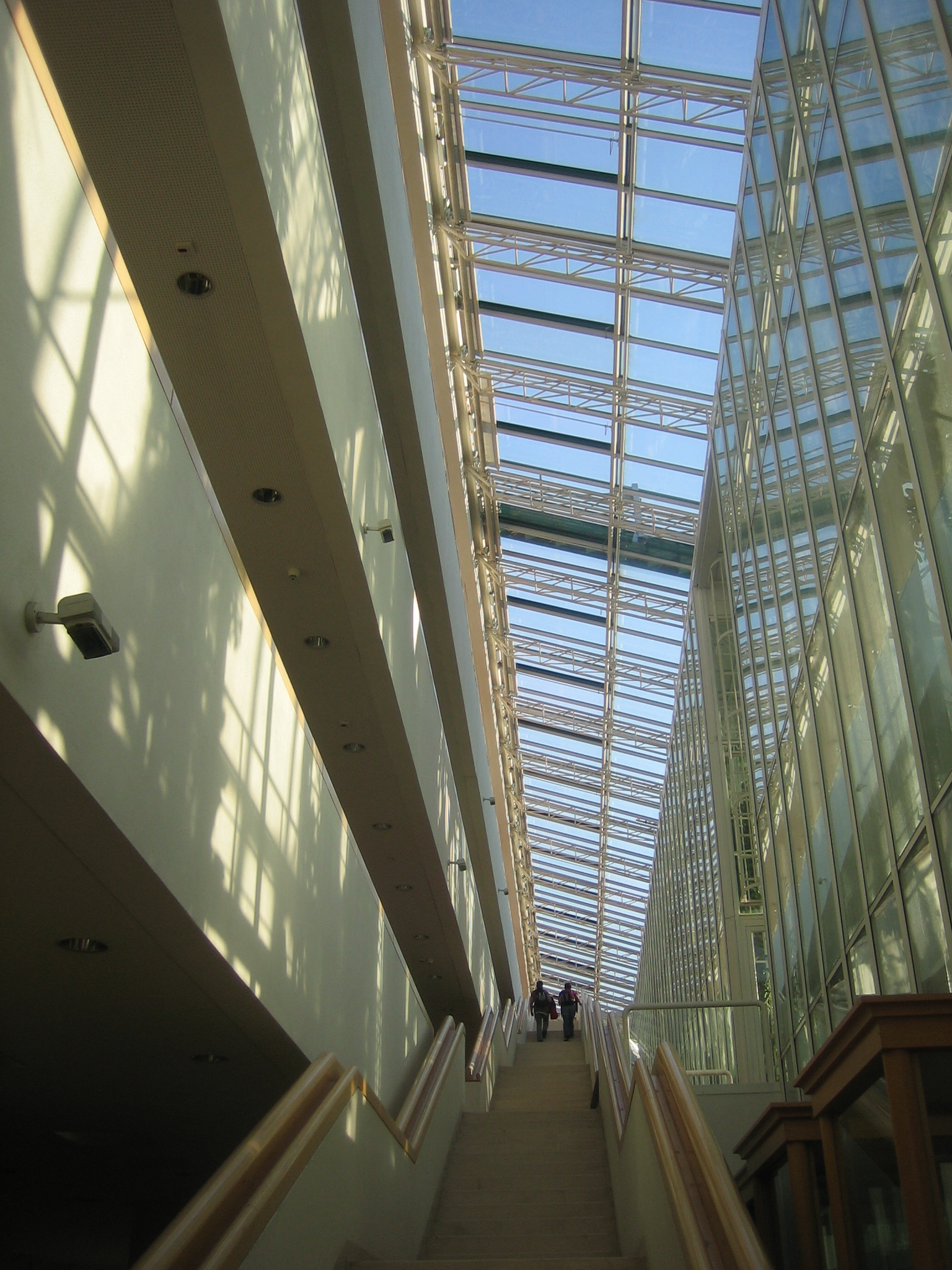
Faculté des sciences de la nature.
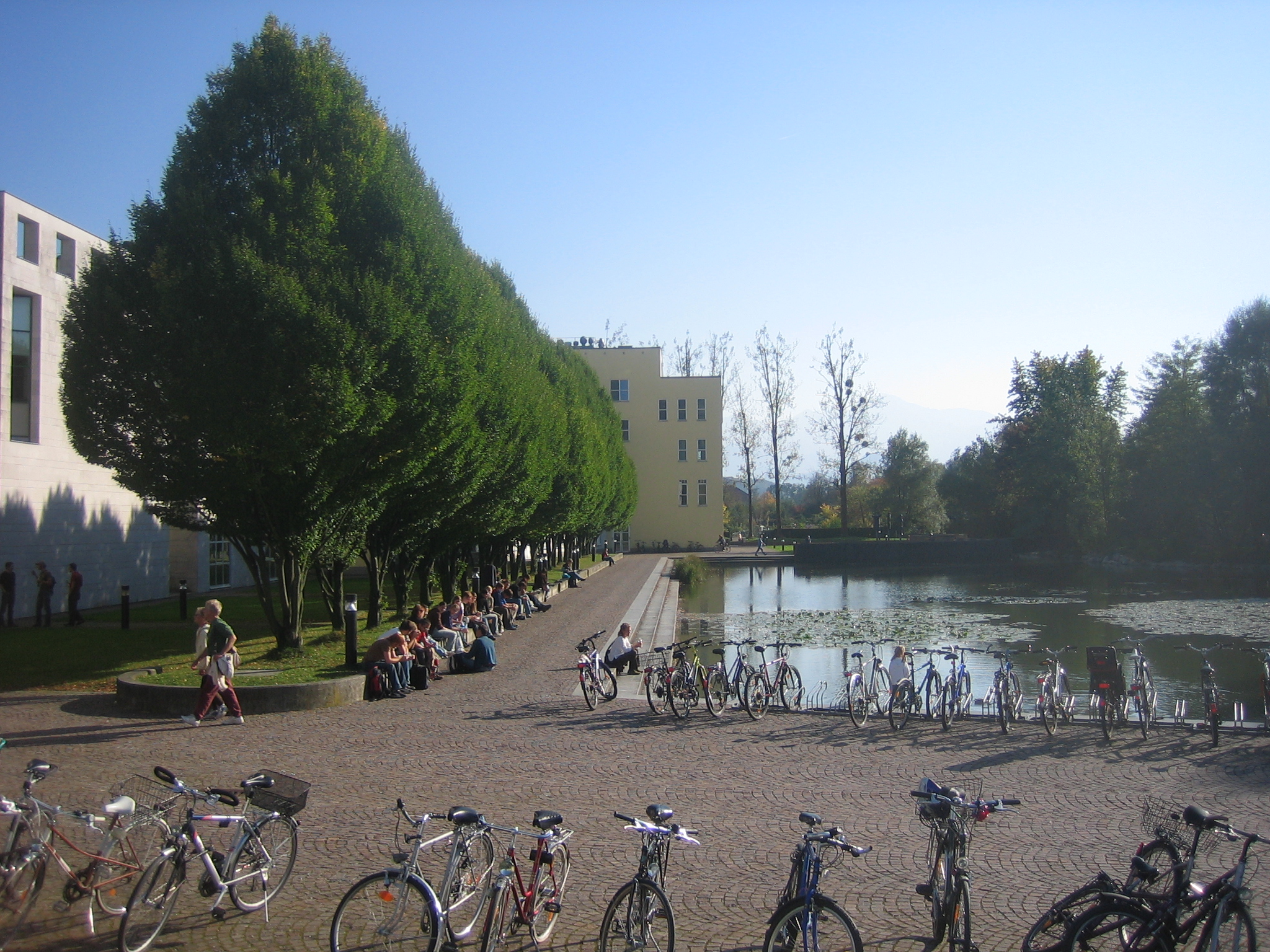
Faculté des sciences de la nature.
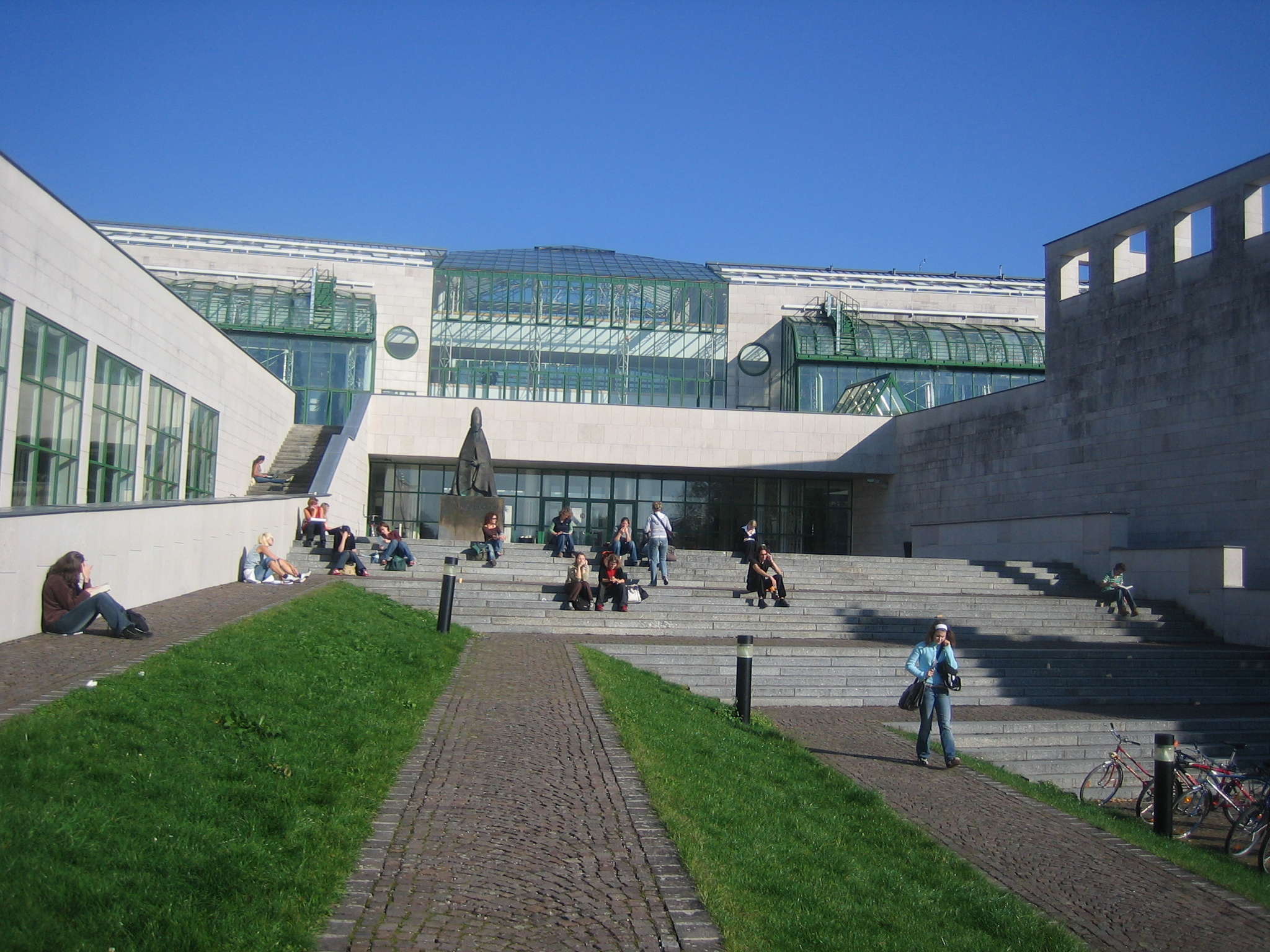
Faculté des sciences de la nature.
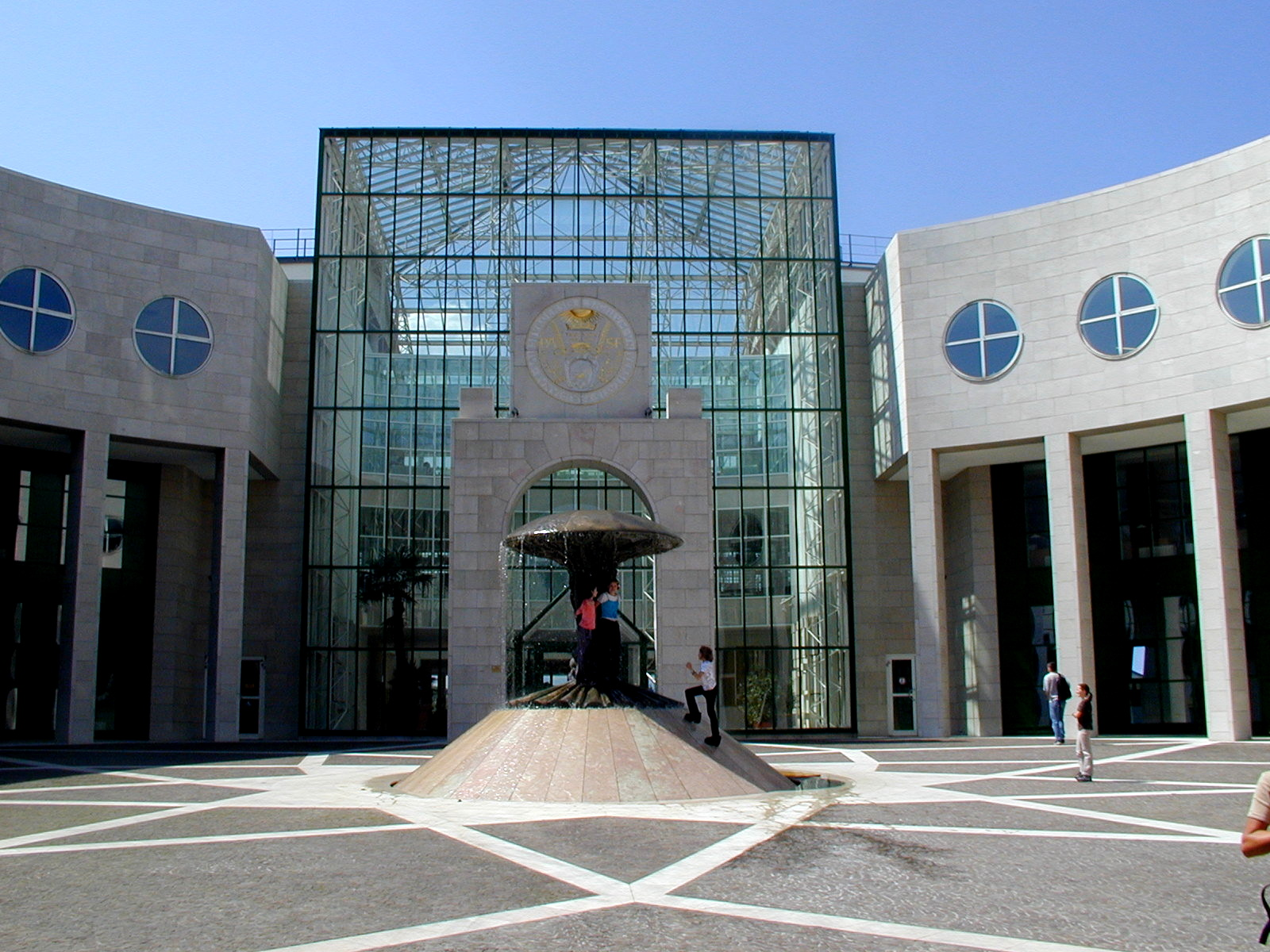
Faculté des sciences de la nature.